# Изворът
„Изворът“ (на английски: The Fountainhead) е роман от 1943 г. на американската писателка Айн Ранд. Романът е нейният първи голям литературен успех, чиито приходи от права и кино екранизации ѝ донасят световна слава и финансова сигурност.
Още при публикуването си романът предизвиква световен интерес и одобрение, както с оригиналната си литературна визия – съчетание на философски роман с романтична любовна интрига, така и с новата философия, въплътена в сюжета и образите на главните герои – философията на обективизма.
Книгата излиза на българския книжен пазар през 2006 г., публикувана от издателска къща МаК  и издателство Изток-Запад .

## Сюжет
Главен герой на романа е архитектът Хауърд Роурк, който вярва, че човешкият индивидуализъм е основна „движеща сила“ за постигането на чисто изкуство. Това е точно противоположно на колективното вземане на решения от комисии и съвети, които водят до компромисни решения и посредственост и „удавят“ визията на силния творец-индивидуалист. Романът пресъздава триумфа на индивидуализма над бавната стагнация на колективизма. Без да се кланя на авторитетите, Роурк успява да получи признание, макар че отначало е неизвестен архитект и дори е изключен от училище, защото не се подчинява на догмите.
Счита се, че Ранд е моделирала героя си въз основа на Франк Лойд Райт. Други намират черти на характера, засегнати в по-ранните и работи и свързани с убиеца Уилям Едуард Хикман.
Роурк проектира много и забележителни сгради в непрекъсната борба с конвенционалното. Книгата проследява неговата битка, в която той защитава правото си да създава модерна архитектура, напук на общественото мнение, което цени повече традиционната архитектура. Взаимоотношенията на другите персонажи с Роурк ни откриват различни други типове човешки характери, които са междинни варианти между Роурк, идеалният според авторката независим и честен творец, и тези, които тя нарича вехтошари („second-handers“). Едни от тях му помагат, други спъват прогреса му. Комплексните връзки между героите позволяват на романа да бъде едновременно романтична драма, описваща експлозивната любов на Роурк към Доминик Франкън – изискана красива жена, страстно влюбена в Роурк, но омъжена за най-големия му враг – и философско произведение, описващо безкомпромисната битка на твореца срещу статуквото.
Това е роман за архитектура, морал и почтеност. Той описва как едно фанатично разярено, вкопчено в статуквото общество, може да отрича великия творец. Основната идея на романа: посредствената маса се опитва да смачка надарения индивид, но колкото по-голям е натискът върху него, толкова по-високо той вдига глава.
„Изворът“ е роман за човека – какъвто може и трябва да бъде, и за живота – какъвто може и трябва да бъде.
Чрез своя герой Айн Ранд противопоставя индивидуализма на колективизма, собственото Аз на безличието. Така тя лансира една от най-предизвикателните идеи в художествената литература – човешкото его е изворът на човешкия прогрес.